# سن گره‌گوریو (شیلی)
سن گره‌گوریو (به اسپانیایی: San Gregorio) یک شهرستان در شیلی است که در استان ماژلان واقع شده‌است. سن گره‌گوریو ۶٬۸۸۳٫۷ کیلومتر مربع مساحت و ۳۸۴ نفر جمعیت دارد و ۵۱ متر بالاتر از سطح دریا واقع شده‌است.